# Tia Surica
Iranette Ferreira Barcellos (Río de Janeiro, 17 de noviembre de 1940), conocida popularmente como Tia Surica, es una cantante de samba, cantante e intérprete de samba-enredo. Es presidenta honoraria de la escuela de Samba Portela matriarca y miembro de la vieja guardia de la escuela.

## Biografía y trayectoria
Nacida en Madureira, con 4 años ya desfilaba para Portela, pegada a la cintura de su madre Judith,  acompañada por su padre, conocido como Pío. El apodo de “Surica” se lo puso su abuela cuando aún era pequeña.En 1966, interpretó la canción de samba "Memórias de um Sargento de Milícias", escrita por Paulinho da Viola, junto a Maninho y Catoni.
En 1980, ingresó en la Velha Guarda da Portela, por invitación de Manacéa. Hasta el día de hoy, Tía Surica se mantiene fiel al barrio donde nació, viviendo en un pueblo, muy cerca de la sede de Portela. Su casa, conocida como "Cafofo da Surica", ha sido un escenario de fiestas memorables.
En 2003, a los 63 años, Tía Surica lanza, a través de FINA FLOR, su primer CD en cuyo repertorio reúne a la élite de compositores portelanos como Monarco, Chico Santana y Anice.

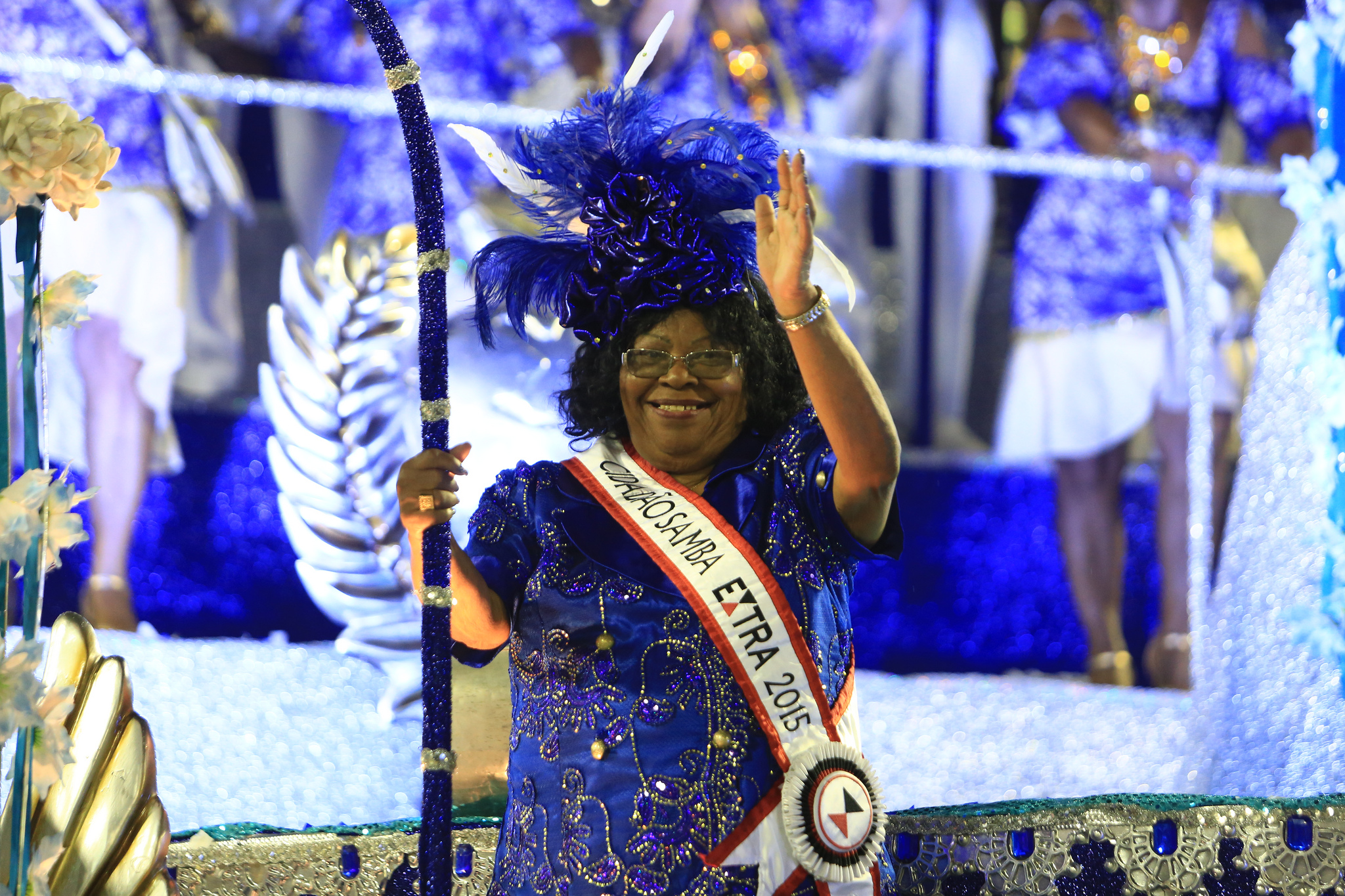
Surica desfilando en Portela con la pancarta Cidadão Samba 2015.

En 2005, durante un desastroso desfile de su escuela, la junta le impidió desfilar, junto a otros reductos, para que la escuela de Samba Portela se quedara sin tiempo y perdiera puntos, lo que causó una gran conmoción en el mundo de la samba, generándose así muchas críticas al presidente Nilo Figueiredo.
En 2015, Tia Surica recibió el título de Coudadano de la Samba Cidadão Samba, honor que la prensa carioca otorga anualmente a los bailarines de samba y destacados representantes de las escuelas de samba de Río de Janeiro, siendo lsiendo Surica la primera mujer elegida en este certamen. 
En 2022, tras el fallecimiento de Mestre Monarco, Surica asumió el cargo de presidenta honoraria de la escuela de Samba Portela. Convirtiéndose en la primera mujer en obtener ese puesto honorífico.

### Actriz
Como actriz, Tia Surica ya hizo una aparición especial en la serie de televisión Ciudad de los hombres, así como en anuncios publicitarios.

## Premios
- Pandereta Dorada

2005 - Eu Sou o Samba (Personalidad) 